# لورين كروسبي
لورين كروسبي (بالإنجليزية: Lorraine Crosby)‏ هي مغنية وملحنة بريطانية، ولدت في 27 نوفمبر 1960 في Walker, Newcastle upon Tyne ‏ في المملكة المتحدة.

## وصلات خارجية
- الموقع الرسمي
- لورين كروسبي على موقع IMDb (الإنجليزية)
- لورين كروسبي على موقع ميوزك برينز (الإنجليزية)
- لورين كروسبي على موقع أول ميوزيك (الإنجليزية)
- لورين كروسبي على موقع ديسكوغز (الإنجليزية)
- لورين كروسبي على موقع ديسكوغز (الإنجليزية)
- لورين كروسبي على موقع قاعدة بيانات الفيلم (الإنجليزية)